# Калмыков, Семён Никитич
Семён Ники́тич Калмыко́в  (?, деревня Клово, Калужская губерния — 1918, Среднее Бугаево, Архангельская губерния) — революционер, один из организаторов рабочего движения на лесозаводе «Стелла Поларе», в Печорском уезде Архангельской губернии.

## Биография
Родился в семье крестьянина-бедняка в деревне Клово Боровского уезда Калужской губернии (ныне — в Наро-Фоминском районе Московской области). В юности был рабочим на фабрике в г. Орехово-Зуево. Член РСДРП с 1903 года. После событий 1905 года выслан из Орехова-Зуева в Усть-Цильму. Принимал участие в экспедициях А. В. Журавского по Большеземельской тундре, работал на Печорской естественно-исторической станции. После истечения срока ссылки работал на рыбных промыслах, занимался охотой. С начала 1911 года — рабочий лесозавода «Стелла Поларе», организовал здесь нелегальный марксистский кружок. В кружок вошли также Макар Баев и Григорий. Хатанзейский. Члены кружка вели революционную пропаганду среди рабочих, собирали средства в фонд газеты «Правда». С 1913 года — руководитель и один из организаторов производств, артели оселочников, служившей прикрытием для революционной деятельности. Устав артели предусматривал 8-часовой рабочий день, работу на равных основаниях, питание из общего котла. Каждый член артели в своё дежурство был обязан готовить обед, печь хлеб, стирать белье. В начале 1916 года артель вошла в состав Архангельской подпольной социал-демократической группы РСДРП. После оформления легальной партийной организации в 1917 году избран в члены Архангельского комитета РСДРП. В конце июля 1918 года направлен в Печорский уезд по делам артели. По дороге заболел и умер. Похоронен в Среднем Бугаево.

## Память
Именем С. Н. Калмыкова названа улица города Нарьян-Мара.